# 铁峰乡
铁峰乡，是中华人民共和国重庆市万州区下辖的一个乡镇级行政单位。

## 行政区划
铁峰乡下辖以下地区：
中心场社区、吉安村、富强村、箭楼村、太平村、桐元村和楼坪村。